# منجبي أودنبوخ
منجبي أودنبوخ (الاسم العلمي: Lophocebus opdenboschi) (بالإنجليزية: Opdenbosch's mangabey)‏ هو نوع من الحيوانات يتبع جنس السعدان المنجبي المتوج من فصيلة سعادين العالم القديم.